# Charitopus desertus
Charitopus desertus är en stekelart som beskrevs av Svetlana N. Myartseva 1981. Charitopus desertus ingår i släktet Charitopus och familjen sköldlussteklar.
Artens utbredningsområde är:
- Turkmenistan.
- Uzbekistan.

Inga underarter finns listade i Catalogue of Life.